# FK Takovo Gornji Milanovac
FK Takovo (srpski: ФК Таково) srbijanski je nogometni klub iz Gornjeg Milanovca, Moravički okrug. Klub djeluje u sastavu Sportskog društva Takovo i trenutačno se natječe u Srpskoj ligi Zapad, trećem rangu srpskog nogometnog sustava.
Klub je osnovan tijekom srpnja 1911. godine i jedan je od najstarijih klubova u Srbiji. Ime je dobio po obližnjem povijesnom selu Takovo, gdje je 1815. godine počeo Drugi srpski ustanak.

## O klubu
Klub je osnovan tijekom srpnja 1911. inicijativom gornjomilanovačke školske omladine predvođene Dušanom Borisavljevićem i Petrom Trifunovićem, koji su te iste godine iz Beograda u Milanovac donijeli prvu nogometnu loptu. Klupska boja 1932. bila je plava.
U sezoni 1972./73. Kao trećeplasirana momčad Srpske lige – Jug, iza Dubočice i Majdanpeka, ostvarila je povijesni uspjeh plasmanom u Jedinstvenu srpsku ligu. Igranje u Jedinstvenoj srpskoj ligi jedan je od najvećih uspjeha u povijesti kluba, no Takovo se tamo zadržalo samo u sezoni 1973./74. u kojoj je zauzeo posljednje mjesto sa samo 4 pobjede u 34 utakmice.
Jedan od najvažnijih datuma u klupskoj povijesti je 5. veljače 1977. godine kada je Takovo pred oko 6000 gledatelja ugostilo reprezentaciju Poljske, momčad koja je samo tri godine ranije osvojila treće mjesto na Svjetskom prvenstvu 1974. i bila predvođena Latom i Dejnom. Poljaci su slavili s 2:0. golovima Terelckog u 17. i Szarmacha u 24. minuta.
Veći uspjeh bilo je i osvajanje Kupa FSRZS, čime je Takovo ušlo u osminu finala Kupa Srbije i Crne Gore kada je Crvena zvezda gostovala u Gornjem Milanovcu 19. listopada 2005. i pobijedila 1:0 golom Dejana Milovanovića iz slobodnog udarca.
U svojoj dugoj povijesti klub je dobio mnoga priznanja od kojih su najznačajnija Orden zasluga za narod sa srebrnim vijencem i Zlatna plaketa "Takovski ustanak".

## Vanjske poveznice
- Službene stranice
- Profil na srbijasport.net